# Zwarte l-vlinder
De zwarte l-vlinder (Arctornis L-nigrum) is een nachtvlinder uit de familie van de spinneruilen (Erebidae) en de onderfamilie van de donsvlinders (Lymantriinae). 
De spanwijdte bedraagt tussen de 35 en 45 millimeter.
De vlinder komt voor in het noordelijk deel van het Palearctisch gebied. In Nederland wordt de vlinder zelden waargenomen en dan met name in het oosten van het land.
Waardplanten van de rupsen zijn verschillende loofbomen waaronder Fagus en berk. De vlinder kunnen geen voedsel meer tot zich nemen en leven daarom nog maar kort. De vliegtijd is mei tot juli.